# Худяков, Владимир Николаевич
Влади́мир Никола́евич Худяко́в (1 сентября 1928, Залесная, Яранский уезд, Вятская губерния, РСФСР, СССР — 25 июля 1995, Йошкар-Ола, Россия) — советский и российский строитель. Каменщик треста СУ № 1 / ПМК № 279 г. Йошкар-Олы Марийской АССР (1961—1988). Заслуженный строитель РСФСР (1970). Кавалер ордена Ленина (1981). Участник советско-японской войны.

## Биография
Родился 1 сентября 1928 года в деревне Залесная ныне Санчурского района Кировской области. Получил начальное образование.
В 1945 году — участник советско-японской войны.
С 1953 года — на стройках г. Йошкар-Олы Марийской АССР: плотник СМУ Министерства сельского хозяйства МАССР и треста «Марийскстрой», в 1961—1988 годах — каменщик треста СУ № 1 / ПМК № 279. 
В 1970 году ему присвоено почётное звание «Заслуженный строитель РСФСР». Награждён орденами Ленина, Трудового Красного Знамени и медалями. 
Скончался 25 июля 1995 года в Йошкар-Оле.

## Звания и награды
- Заслуженный строитель РСФСР (1970)[2][3]
- Орден Ленина (1981)[2][3]
- Орден Трудового Красного Знамени (1974)[2][3]
- Медаль «За победу над Японией» (1945)[4]
- Медаль «За доблестный труд. В ознаменование 100-летия со дня рождения Владимира Ильича Ленина» (1970)[2][3]